# Varta (Jickovice)
Varta (v letech 1950–1992 Strážka) je místní část obce Jickovice v okrese Písek v Jihočeském kraji. Leží asi jeden kilometr jihozápadě od Jickovic na pravém břehu Vltavy pod soutokem s Otavou. V osadě je přibližně dvacet domů, ale jen některé z nich jsou stále obydlené. V roce 2011 zde trvale žilo patnáct obyvatel.

## Historie
První písemná zmínka o vesnici pochází z roku 1790.
Jméno vesnice je odvozené od slova varta – stráž. Zde bývala vojenská ležení vojsk, která nejednou obléhala hrad Zvíkov. 1285 obléhal Václav II. hrad a zde bylo vybudováno opevněné místo. Roku 1621, kdy Zvíkov obléhala Marradasova vojska, která zde tábořila, byla ves společně s nadalekými Jickovicemi zcela vypleněna a vypálena.

## Obyvatelstvo
| Rok            | 1869 | 1880 | 1890 | 1900 | 1910 | 1921 | 1930 | 1950 | 1961 | 1970 | 1980 | 1991 | 2001 | 2011 | 2021 |
| -------------- | ---- | ---- | ---- | ---- | ---- | ---- | ---- | ---- | ---- | ---- | ---- | ---- | ---- | ---- | ---- |
| Počet obyvatel | 41   | 33   | 38   | 37   | 37   | 32   | 26   | 20   | 17   | 20   | 18   | 13   | 10   | 15   | 14   |
| Počet domů     | 5    | 4    | 5    | 5    | 5    | 5    | 5    | 6    | 4    | 5    | 4    | 3    | 7    | 7    | 11   |

## Obecní správa
Při sčítání lidu v letech 1880–1963 Varta byla osadou obce Jickovice v okrese Milevsko. V letech 1964–1990 byla částí obce Kučeř v okrese Písek. Od 24. listopadu 1990 je opět částí obce Jickovice v okrese Písek.

## Pamětihodnosti
- Kaple se nachází před vesnicí u komunikace z Jickovic na Vartu po levé straně v poli.[9]
- Na křižovatce silnic na okraji vesnice se nachází kříž na vysokém kamenném podstavci. Na podstavci kříže je uvedena datace 1878.
- Uprostřed vesnice se nalézá památný strom.

## Zajímavosti
- Kazimourova silnice byla postavena roku 1935. Pamětní deska se nachází zhruba v půli cesty.[10]

## Galerie

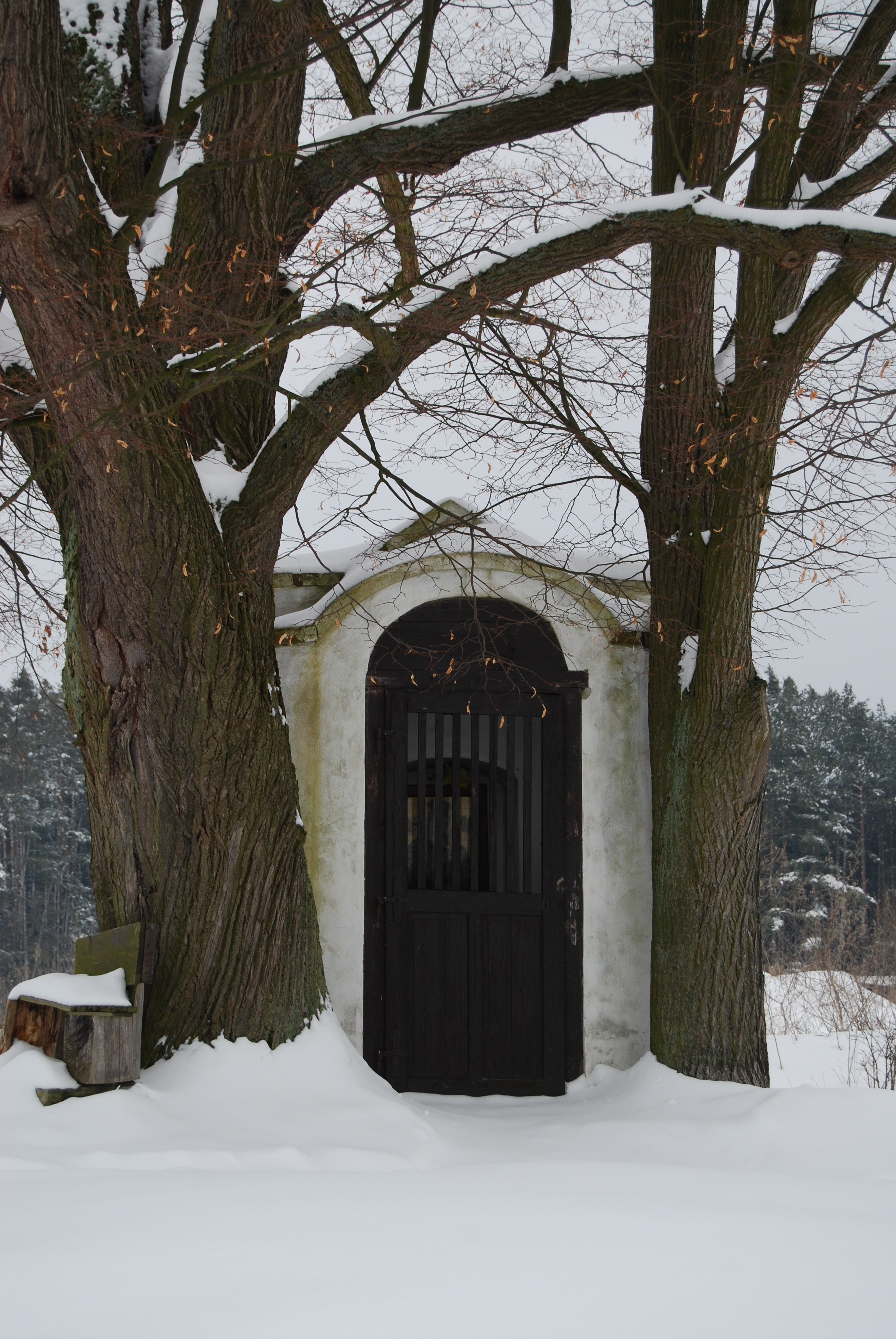
Kaple poblíž vsi
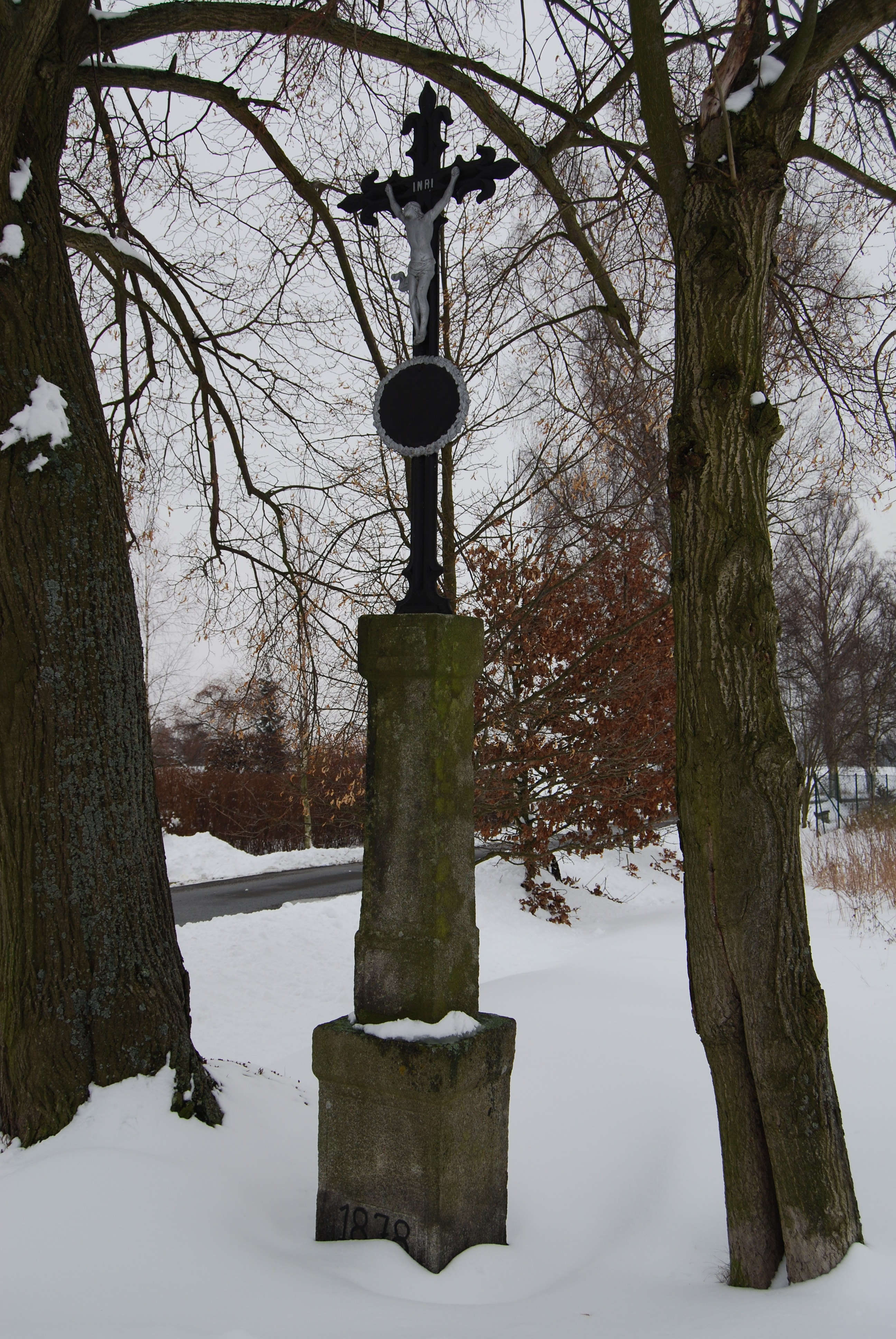
Kříž ve vesnici
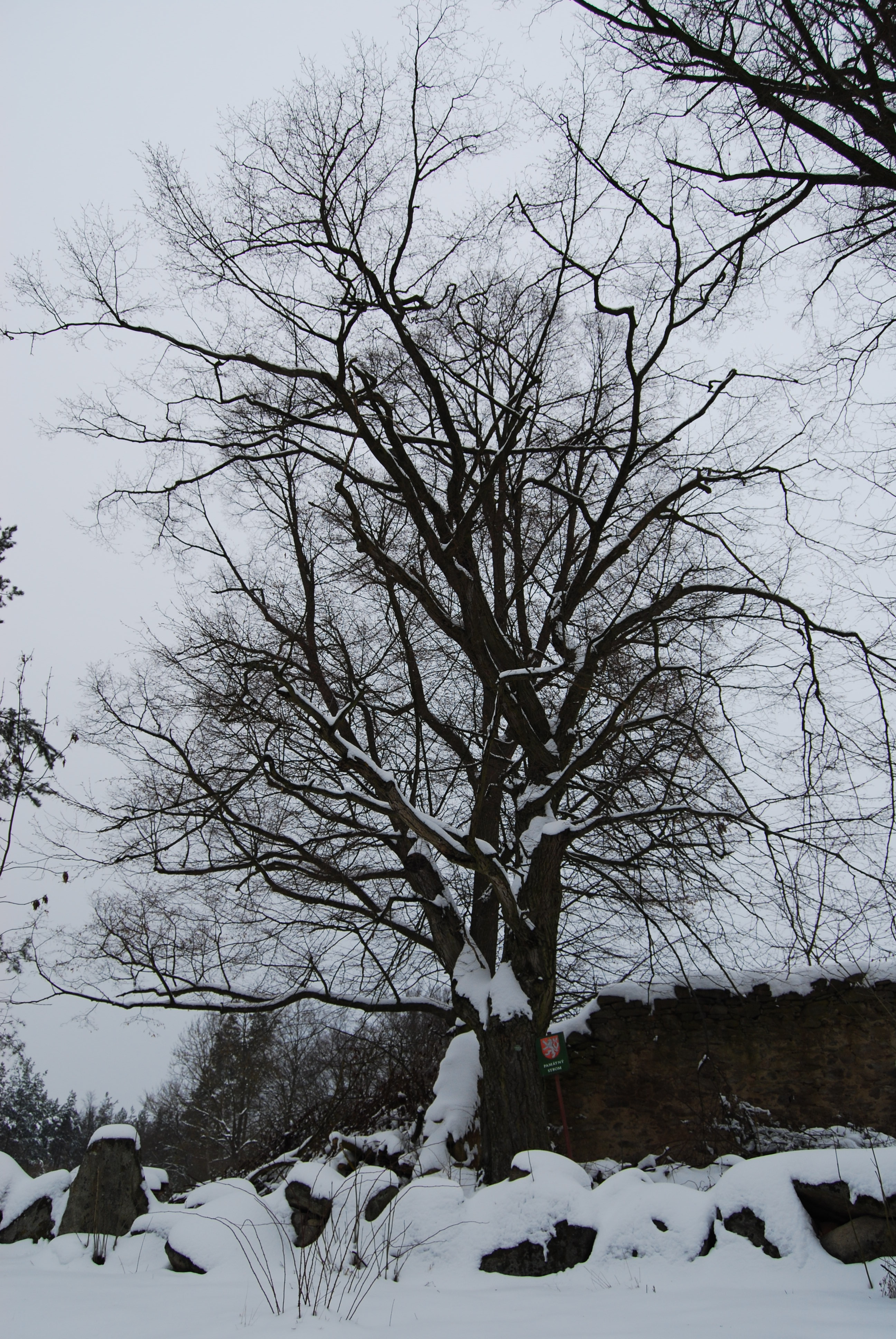
Památný strom
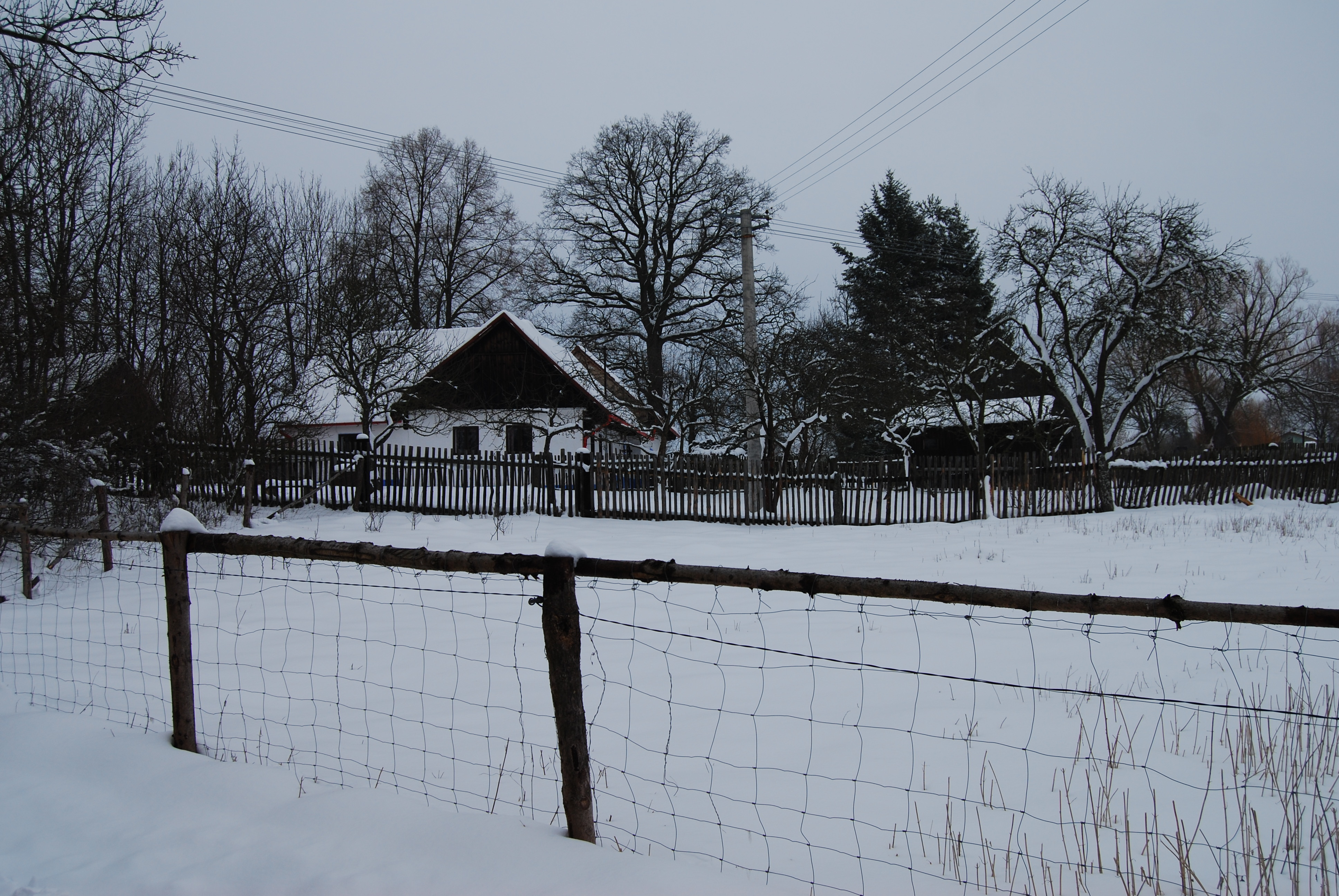
Část vesnice
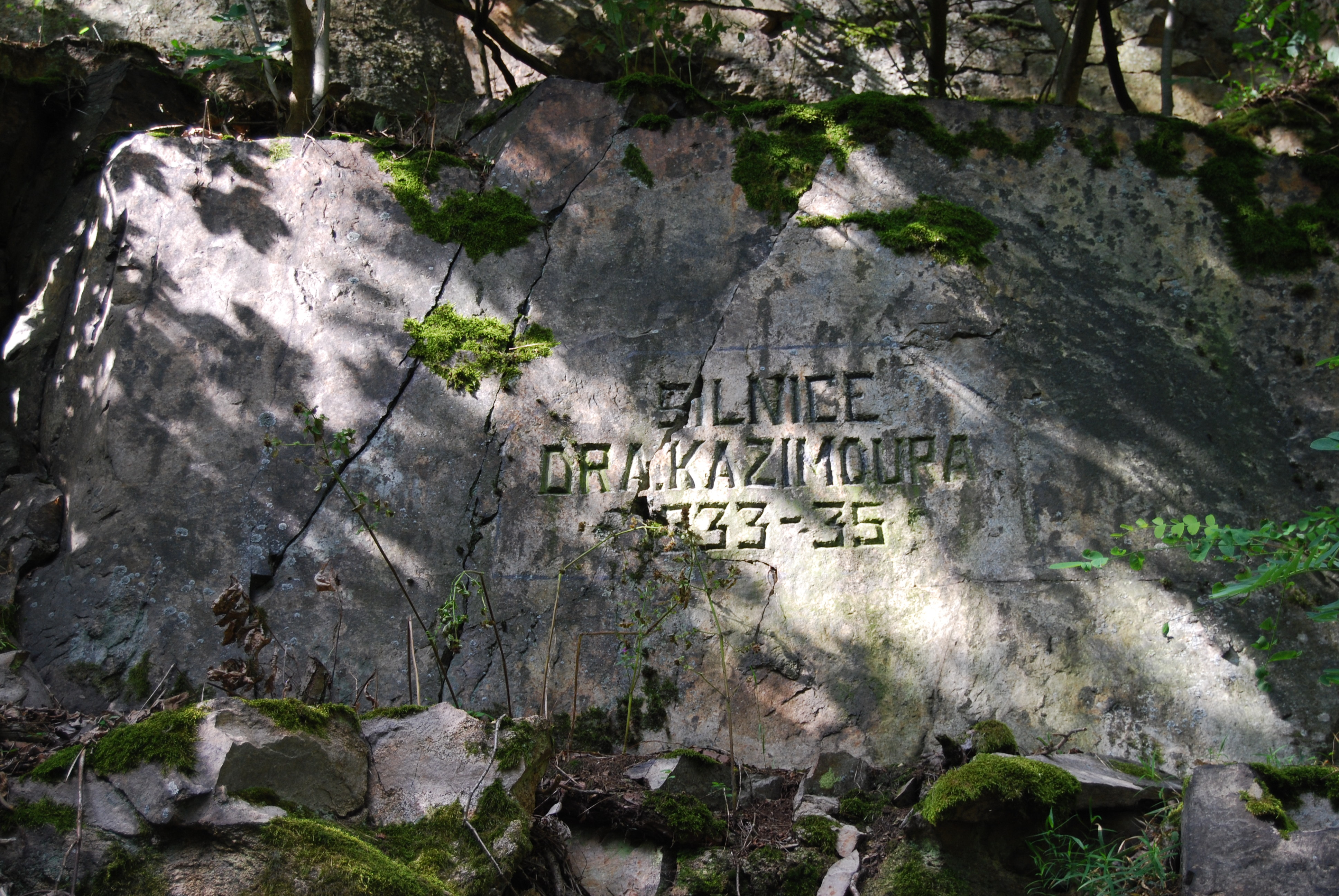
Pamětní deska z Kazimourovy silnice
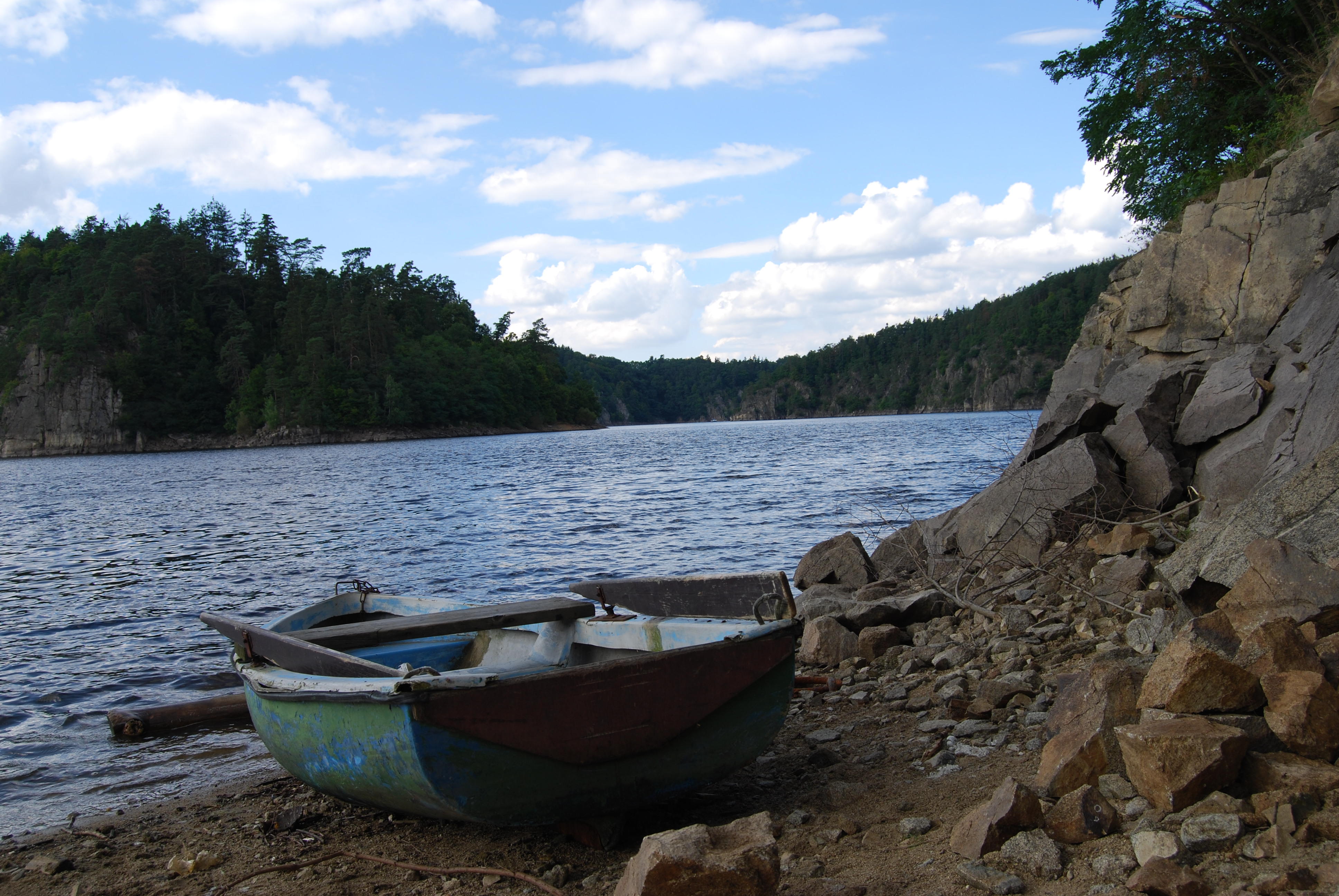
Ukončení Kazimourovy silnice